# Histoire de l'élevage français
L'histoire de l'élevage français retrace les grandes évolutions de l'élevage des animaux domestiques de ce pays, des premières domestications à l'élevage moderne.
L'élevage est apparu dans ce qui n'était pas encore la France au VIe millénaire av. J.-C., avec les premières domestications d'animaux dans l'est et le sud-est du territoire actuel.

## Depuis la Seconde Guerre mondiale

### Un important retard à rattraper
Avant même le second conflit mondial, l’agriculture française est donc encore en reconstruction et n’est toujours pas autosuffisante. Elle importe environ 10 % de ses produits alimentaires et a également beaucoup recours à ses colonies pour la ravitailler en produits alimentaires. La situation va encore se dégrader pendant la guerre. En effet, pas moins de 400 000 actifs agricoles sont détenus prisonniers en Allemagne. En l’absence de cette main-d’œuvre, et avec la raréfaction de divers produits intermédiaires que sont le carburant, les engrais, les semences sélectionnées et les pièces détachées pour engins agricoles, la production se trouve profondément affectée. Par-dessus tout, environ 17 % de celle-ci est directement livrée à l’Allemagne avec l’accord du gouvernement de Vichy. S’installe donc une pénurie dans les villes, que la très forte part d’autoconsommation des campagnes n’arrange en rien. En effet, les paysans cherchent d’abord à nourrir leurs familles, voire leurs amis et les résistants des maquis voisins, ou encore à alimenter le marché noir, avant de livrer les villes.
À la Libération, la situation peine à retrouver la normale. Les opérations militaires ont ravagé plus d’un million d’hectares de terres agricoles, et les équipements n’arrivent que lentement dans les exploitations. Ainsi, comme les importations sont de leur côté gênées par la destruction des infrastructures portuaires, le rationnement reste d’actualité jusqu’en 1952, date à laquelle la production agricole recouvre son niveau de 1938.
En 1950, l’organisation de l’agriculture et les structures ont très peu changé par rapport à ce qu’elles étaient au début du siècle. Le revenu des travailleurs dans l’agriculture est très faible : on estime qu’il ne représente que 60 à 65 % du revenu moyen d’un citadin en 1950. En réalité, l’exode rural a été limité en France en comparaison d’autres pays. L’agriculture représente encore 36 % de la population active en 1946. Cette main-d’œuvre réalise un travail pénible et est très peu productive. Elle est très mal formée. L’agriculture de l’époque vit d’abord d’autosubsistance, avec des structures de petites tailles (80 % des fermes ont une surface inférieure à 20 ha).
Ces fermes de faibles dimensions ne dégagent pas suffisamment de revenu pour permettre aux agriculteurs d’investir dans des machines qui augmenteraient leur productivité. Le niveau de vie des ménages dans les campagnes est très modeste, avec des conditions de logement primaire, et l’eau courante et l’électricité souvent absentes. L’environnement socioculturel semble souvent désuet pour les jeunes qui préfèrent de plus en plus se diriger vers les villes. Le système classique de polyculture élevage, où tout est produit partout pour assurer l’autosubsistance, est également un frein à la productivité, même s’il donne à la France une extraordinaire diversité de productions. Les niveaux de production sont particulièrement faibles, avec par exemple 2000 litres de lait produits par vache et par lactation, 100 œufs produits par poule et par an, 10 porcelets sevrés par an par truie… La traction animale est encore largement prédominante, et de nombreuses maladies comme la tuberculose, la brucellose ou la peste porcine sont courantes dans les campagnes. La France est largement dépassée par les autres grands pays européens comme le Royaume-Uni, l’Allemagne, le Danemark ou les Pays-Bas. Cette situation est liée à l’abondance de la main d’œuvre et à la politique fortement protectionniste du pays qui permet d’assurer un revenu aux agriculteurs français en dépit de leur mauvaise productivité. Les coûts des produits agricoles y sont bien plus élevés qu’ailleurs, ce qui interdit toute exportation et limite la consommation dans les villes.

### L’élevage durant les «trente glorieuses»: une volonté politique de changer les choses
Les « Trente Glorieuses », selon l’expression demeurée célèbre de l’économiste français Jean Fourastié, correspondent aux années 1945 à 1975 durant lesquelles l’économie est marquée par une forte dynamique. Ainsi, la croissance est stable à 4 ou 5 %, le progrès technique bouleverse les méthodes de production et permet d’entamer la tertiarisation de la société grâce à la meilleure productivité du travail, et la forte hausse du pouvoir d’achat permet à la France d’entrer de plain-pied dans l’ère de la consommation de masse. En parallèle, on observe une mondialisation des échanges, qui sont de plus en plus libéralisés par des accords internationaux. L’intervention de l’État est très importante en Europe occidentale à cette époque, permettant d’orienter la transformation de l’économie de l’époque.
C’est dans ce contexte très favorable économiquement que l’agriculture française va être révolutionnée pour redevenir productive.

#### L’amorce du changement

##### Premiers plans de modernisation
La modernisation de l’agriculture française passe d’abord par d’importants investissements, en partie permis par le plan Marshall. Ainsi, entre 1945 et 1952, 908 milliards d’euros sont investis par les agriculteurs pour s’équiper. Par ailleurs, le plan Monnet permet une augmentation significative de la production de tracteurs et d’engrais azotés pour améliorer la productivité des exploitations. Par contre, rien est encore fait pour restructurer cette agriculture. Le plan Hirsh, mis en place entre 1954 et 1957, s’intéresse lui un peu plus à la réorganisation des marchés et appuie la vulgarisation agricole. L’orientation productiviste prise un peu plus tôt n’est aucunement remise en cause.

##### Naissance de la FNSEA
Pour mener à bien la reconstruction du secteur agricole, l’État à besoin d’un interlocuteur privilégié. Le ministre de l’agriculture de l’époque, Tanguy Prigent, crée la Confédération générale de l'agriculture (CGA) en 1945 pour tenir ce rôle. Cette institution comprend notamment une branche syndicale, la Fédération nationale des syndicats d’exploitants agricoles (FNSEA), qui s’affirmera plus tard comme l’interlocuteur unique de l’État. La FNSEA, très conservatrice, va en effet entrer en conflit avec la CGA, dominée par les socialistes, et finir par se substituer à elle dès les années 1950. Son président, René Blondelle, soutient l’évolution productiviste de l’agriculture, et surtout le maintien de prix garantis qui assurent un bon niveau de revenu aux agriculteurs. En parallèle se développe le mouvement des « jeunes agriculteurs ». Ceux-ci, souvent issus de la JAC (jeunesse agricole catholique), militent pour une véritable révolution agricole. Ils souhaitent un agrandissement des structures, un recours plus important aux progrès techniques que constituent la mécanisation, l’insémination artificielle ou les produits de traitement, mais sans dérive capitaliste, c'est-à-dire en conservant des exploitations à dimension familiale, tout en leur donnant le statut d’entreprise agricole. Ils critiquent également les dérives de l’agriculture familiale, où le couple est harassé de fatigue et les enfants servent de main-d’œuvre plutôt que de faire des études. Cette idée, déjà véhiculée un demi-siècle auparavant par Jean Jaurès et les socialistes, est toute nouvelle dans la bouche de fils et de filles de familles paysannes conservatrices, et cela conduira à une véritable révolution dans les campagnes.

##### La révolution silencieuse des campagnes
Les campagnes françaises vont commencer à se vider dans les années 1950. La population active agricole s’abaisse à 29 % de la population en 1949, puis à 22 % en 1959. Cette diminution de la main-d’œuvre s’explique par la forte demande de travailleurs dans les villes, dont les conditions de vie plus confortables attirent beaucoup les jeunes. Parallèlement à cet exode rural, la productivité des exploitations augmente très rapidement pour compenser le manque de bras grâce à l’acquisition de nouveaux équipements. De nombreuses exploitations possèdent désormais un tracteur, voire une trayeuse électrique, un épandeur à fumier et même pour certaines une moissonneuse-batteuse. De nouvelles pratiques se développent, comme le retournement des prairies pour augmenter leur productivité, ou la distribution d’aliments concentrés.
Tout cela permet une augmentation de la production. Dans un même temps la population s’accroît fortement, et consomme de nombreux aliments qui ne sont pas produits en France. La balance commerciale de l’agriculture demeure donc négative, les exportations restant modérées.

#### L’impact des politiques agricoles
La mutation de l’agriculture française vers plus de modernité est orchestrée à partir des années 1960 par les instances nationales, mais également européennes, qui multiplient les mesures visant à accompagner l’agriculture dans ses changements.

##### Lois d’orientation de 1960 et 1962
La loi Debré de 1960, et la loi Pisani de 1962 qui lui est complémentaire, sont mises en place à la suite de la collaboration entre le gouvernement et le Comité nationale des jeunes agriculteurs (CNJA), vecteur d’une idée nouvelle de l’agriculture. Ces deux lois visent à moderniser l’agriculture française afin de préparer son intégration dans le marché commun européen, et à permettre à terme la parité de salaire entre agriculteurs et salariés des villes. Les lois établissent notamment les bases de la « cogestion » entre l’État et les principaux organismes professionnelles que sont l’assemblée permanente des chambres d’agriculture, la confédération nationale de la mutualité, de la coopération et du crédit agricoles, la FNSEA et le CNJA. Une politique de restructuration du foncier est également prévue, à travers la création de la SAFER (société d'aménagement foncier et d'établissement rural) et de l’IVD (indemnité viagère de départ) qui va permettre le départ à la retraite d’agriculteurs âgés moyennant une petite aide financière. Cela permet une forte augmentation de la taille des exploitations, nécessaire pour améliorer la productivité de l’agriculture française.

##### La loi sur l’élevage de 1966
La loi sur l’élevage de 1966 inscrit dans le cadre réglementaire les évolutions de l’élevage français, et vise à mettre en œuvre une sélection génétique efficace de nos animaux d’élevage, de revoir l’organisation générale de l’élevage et de moderniser les bâtiments. Cette loi restera en vigueur plus de 40 ans, preuve de sa pertinence.
Concernant l’organisation de l’élevage et l’amélioration génétique des animaux, très liées, la loi répond à l’utilisation de plus en plus importante de l’insémination artificielle, qui permet de diffuser à grande échelle des taureaux de bonne qualité. Encore faut-il sélectionner ces taureaux, afin d’optimiser le progrès génétique réalisé. La loi prévoit donc la création des Unions de promotion de la race (UPRA), qui remplacent les livres généalogiques et gèrent les programmes de sélection des races concernées et en définissent les objectifs. Ceux-ci sont validés par le gouvernement à travers le Centre national d'amélioration génétique (CNAG) L’Établissement départemental de l'élevage est créé pour gérer le contrôle de performances et l’identification animale, et est également chargé de la recherche appliquée.

##### La PAC
L’idée de créer un marché commun entre six nations européennes, mûrie dans les années 1950, semble profitable pour l’agriculture française, puisque les cinq autres nations sont alors des gros importateurs de produits agricoles. Le traité de Rome signé en 1957 prévoit dès le départ la mise en place d’une politique agricole commune, effectivement mise en place en 1962. Dans sa première mouture, cette PAC fixe un prix garanti payé aux agriculteurs, et son budget permet de combler la différence entre le prix du marché et celui payé au producteur. Chaque groupe de produits (lait, céréales, fruits et légumes, viande…) dispose d’une organisation commune de marché (OCM) chargée d’intervenir sur le marché concerné afin de stabiliser les prix et garantir la sécurité des approvisionnements. Ce sont surtout le blé et le lait qui bénéficient de ces prérogatives, alors que ce sont déjà les plus grosses productions de l’Europe. Les autres productions que la viande bovine et porcine semblent délaissés.

### Un monde en pleine évolution

#### Progrès techniques et scientifiques

##### Création de l’INRA

L'INRA a vu le jour en 1946.

Avant 1946, la recherche agronomique est le fait de diverses équipes à moyens restreints disséminées sur le territoire français. Les principaux organismes de recherche sont alors le Service de la recherche et de l’expérimentation créé en 1943, les établissements d’enseignement supérieur agricole et les écoles nationales vétérinaires, ainsi que diverses stations agronomiques subventionnées par les conseils généraux dans les départements. L'Institut national de la recherche agronomique (INRA) est créée en 1946 avec pour vocation d’organiser, d’exécuter et de publier l’ensemble des travaux de recherche touchant aux productions agricoles. Elle pilote désormais l’ensemble de la recherche, y compris celle conduite au sein des écoles.

##### La vulgarisation agricole
Lorsque le monde agricole entame sa « révolution silencieuse » dans les années 1950, l'enseignement agricole joue un rôle mineur dans l’évolution des mentalités. Il ne concerne à l’époque qu’un tiers des jeunes, et n’en forme réellement que 10 %. Ce sont surtout les Directions des services agricoles (DSA) et les Centres d'études techniques agricoles (CETA) qui vulgarisent les avancées agricoles auprès des agriculteurs. Le message de modernisation de l’agriculture est porté par les techniciens des coopératives, des firmes industrielles et des chambres d’agriculture, et est également relayé par les médias ou par les prisonniers revenus d’Allemagne qui font part des pratiques agricoles qu’ils ont pu y observer.

##### Progrès réalisés

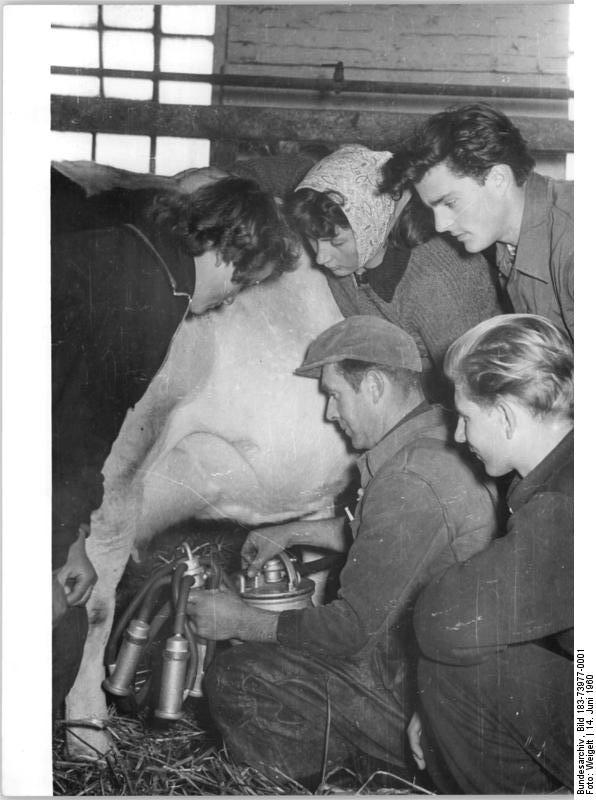
Le développement des machines à traire fait partie des bouleversements qui touchent les campagnes.

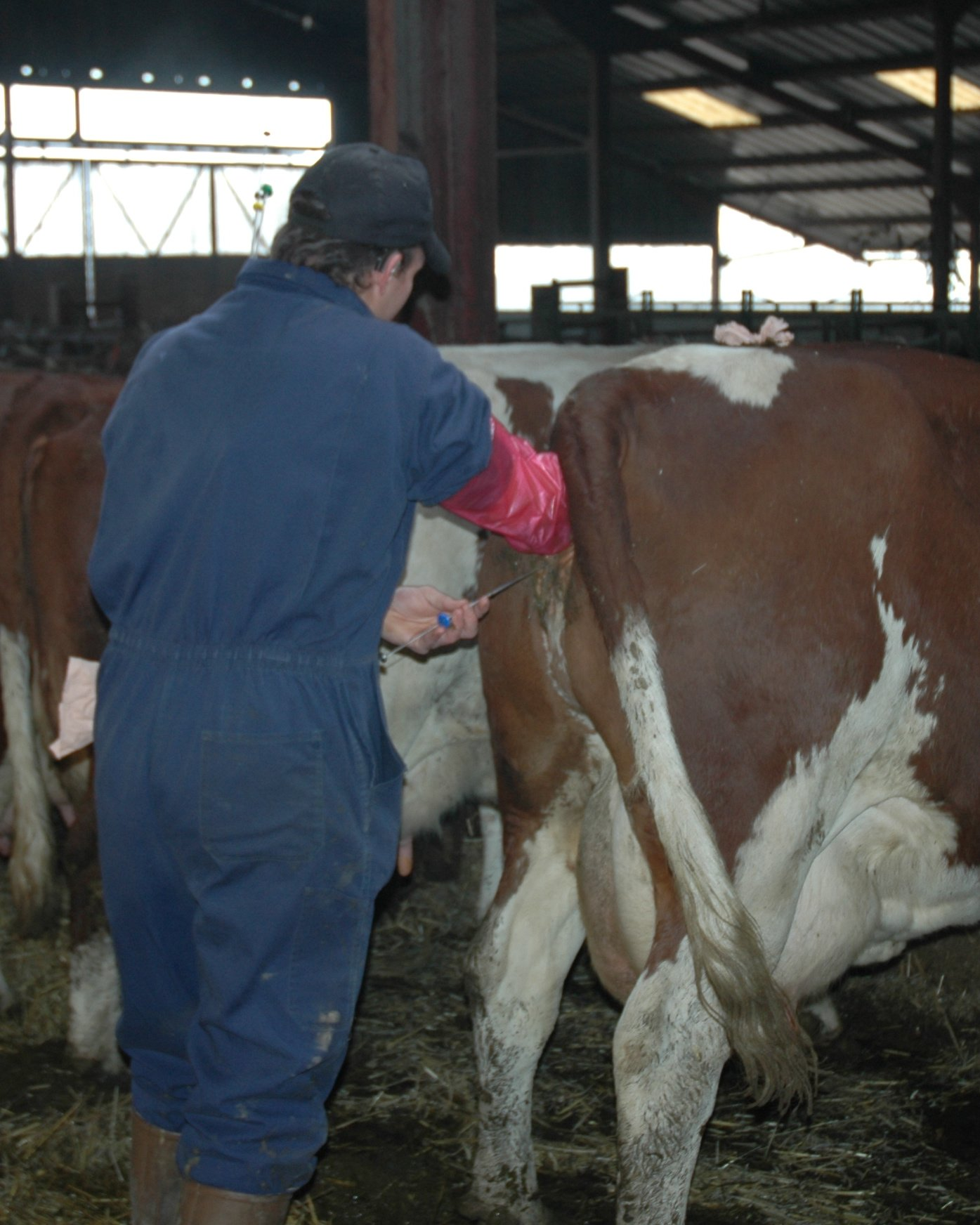
Insémination artificielle d'une vache montbéliarde.

Les années 1950 à 1980 voient de grands progrès réalisés en matière d'élevage. Tout d’abord, au niveau de l'alimentation, les progrès réalisés dans l’estimation des besoins des animaux et des valeurs des aliments, à travers des systèmes propres à chaque espèce, permettent d’améliorer la précision dans le rationnement des animaux, notamment lors de leur séjour en bâtiment où on peut gérer les quantités ingérées. De plus, vitamines et acides aminés de synthèse font leur apparition, et la meilleure connaissance des besoins exacts des animaux permet l’utilisation de plus en plus importante d’aliments concentrés adaptés, et donc le développement de l’industrie qui les produit. En termes de reproduction, c’est certainement l’apparition de l’insémination artificielle qui marque le plus les élevages. Celle-ci permet d’économiser la présence de mâles, d’éviter les risques sanitaires de la monte naturelle et offre d’immenses perspectives à l’amélioration génétique des animaux par utilisation préférentielle des meilleurs d’entre eux. La sélection exclusivement en race pure est substituée chez les volailles et les porcs à la création de lignées hybrides et à l’utilisation de croisements successifs pour obtenir des animaux plus productifs. Le progrès génétique est par ailleurs renforcé par les progrès de l’informatique permettant un calcul précis des index, que l’organisation mise en place par la loi de 1966 exploite efficacement. Du point de vue sanitaire, les nouvelles approches en histologie, bactériologie et sérologie ainsi que les mesures prophylactiques rendues obligatoires permettent de maîtriser bon nombre de maladies anciennes comme la tuberculose, la brucellose et la peste porcine. L’hygiène s’améliore dans les exploitations, ce qui est indispensable pour pallier l’augmentation de la densité dans les élevages. Néanmoins de nouvelles difficultés font leur apparition. Ainsi, les animaux plus productifs sont souvent plus sensibles à certains troubles comme les tétanies, les fièvres titulaires ou les carences, et les forts niveaux d’alimentation peuvent provoquer des troubles métaboliques telle que l’acidose. La plus forte densité régnant dans les élevages est suivie du développement de nouvelles maladies (pasteurellose des bovins, les infections respiratoires des volailles,…) et les échanges d’animaux de plus en plus fréquents d’une région à l’autre peuvent conduire à l’expansion des maladies virales. Les bâtiments sont eux de plus en plus fonctionnels et permettent une meilleure productivité : les stabulations libres se développent, tout comme les salles de traite.

#### Modification des systèmes de production

##### Apparition de la logique de filière

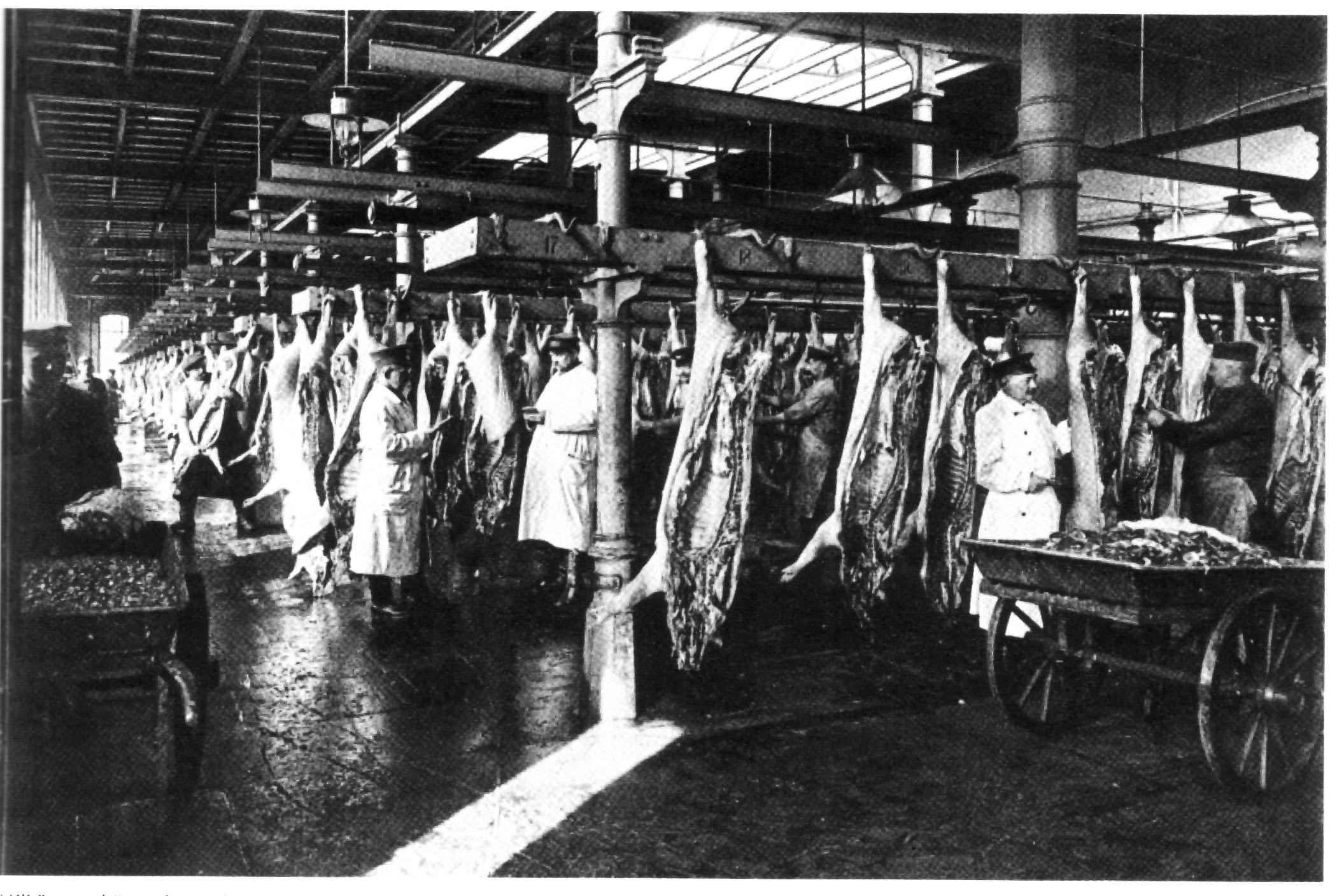
Dans les abattoirs spécialisés, l'abattage et la découpe de la viande devient de plus en plus industrielle.

À compter des années 1950, les éleveurs se spécialisent petit à petit dans la production animale, laissant les activités de transformation des matières premières ainsi produites aux industries agroalimentaires. Celles-ci, qui formaient à l’origine de petites entreprises artisanales, ont pu, grâce à l’augmentation des quantités produites, devenir rapidement de grands groupes à portée parfois internationale. De même, les importants besoins d’intrants des agriculteurs pour faire fonctionner leur système à plein régime ont permis à une industrie de se développer en aval de l’agriculture. L’éleveur se retrouve dès lors inséré dans une filière dont il dépend partiellement, voire totalement dans le cas de la production intégrée.
Les principales industries alimentaires liées à l’élevage sont la production d’aliments du bétail, la transformation du lait et l’abattage, la découpe et la transformation des viandes. Ces industries proposent au consommateur une gamme de produit de plus en plus diverse et élaborée, soutenue à force de publicité. Elles exercent petit à petit une forte pression sur les agriculteurs pour obtenir leur matière première au meilleur prix. Dans le secteur de la viande bovine par exemple, les tueries particulières disparaissent pour laisser leur place à des abattoirs rénovés, auxquels on adjoint des ateliers de découpe pour s’adapter au développement de la grande distribution. Petit à petit, on observe une spécialisation des entreprises d’aval afin d’augmenter leur productivité dans leur secteur d’activité. C’est notamment le cas dans le secteur des viandes porcines qui voit les groupes qui géraient l’abattage, la découpe et la transformation des produits mis en difficulté par des entreprises ultra spécialisées comme Madranges.
Les fabriques d’aliments du bétail connaissent véritablement leur essor dans la seconde moitié du XXe siècle, il s’agissait à l’origine de petites entreprises artisanales qui valorisaient les sous-produits huiliers, minotiers et maïsiers pour l’alimentation animale. Certaines prennent conscience de l’opportunité que présente pour elles le marché des aliments pour animaux de rente. Elles commencent alors dans les années 1930 à vendre des compléments vitaminiques et minéraux, puis se spécialisent dans la production d’aliments du bétail et augmentent rapidement leurs volumes de production. Leur rôle dépasse rapidement le seul approvisionnement, et elles deviennent aussi conseillers techniques des exploitations.
Face aux immenses structures se mettant en place en amont et en aval, les agriculteurs s’organisent en groupements de producteurs. Ceux-ci sont institués par la loi du 8 août 1962, et étaient à l’origine destinés à aider les producteurs de fruits et légumes alors en difficulté, mais leurs compétences sont vite élargies aux éleveurs et ils connaissent un certain succès, notamment dans le secteur de la viande porcine où ils rassemblent 80 % de la production.

##### D’une logique de terroir à une logique de bassin

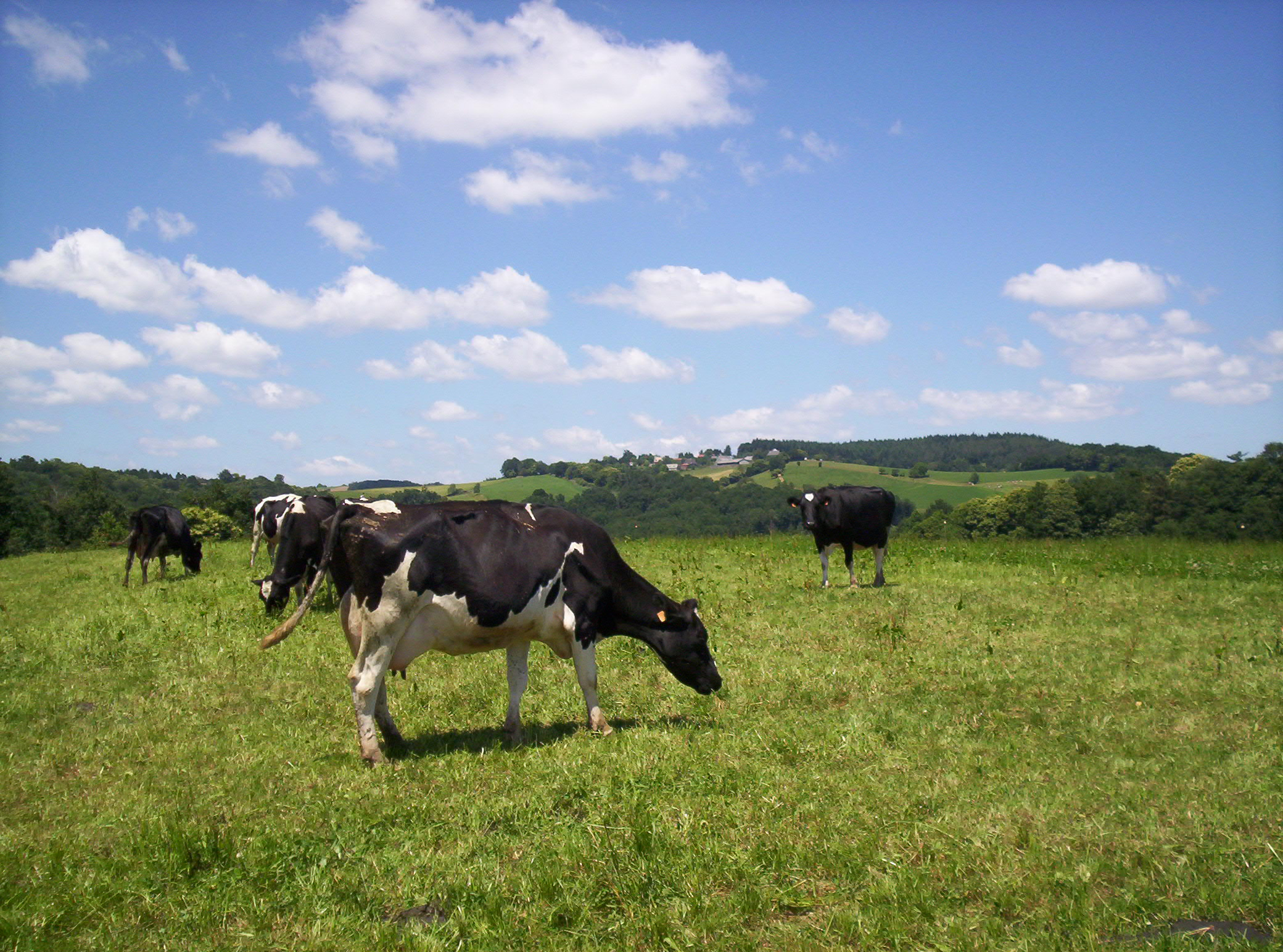
La race Prim'Holstein est la plus répandue des vaches laitières en France de nos jours

Une caractéristique forte de l’agriculture née durant cette période est la spécialisation. Quand au temps de la polyculture-élevage les paysans accumulaient toutes les productions, complémentaires les unes des autres, en optant pour la race et les variétés les mieux adaptées à la région, aujourd’hui les productions sont totalement dissociées, chaque élevage s’étant spécialisé.

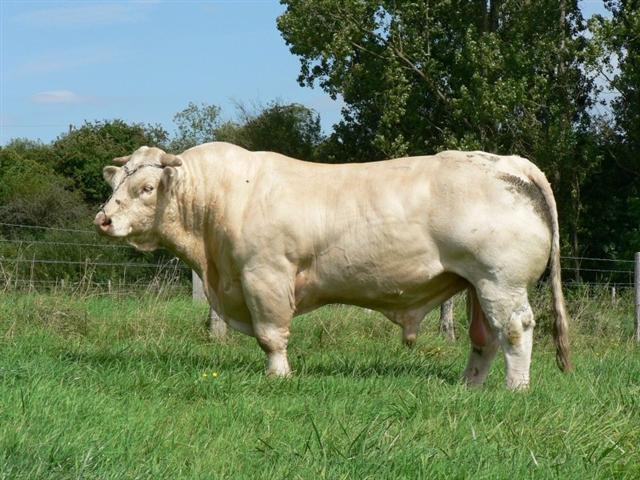
Du côté des vaches allaitantes, c'est la charolaise qui a profité de la spécialisation des races.

Ainsi, on rompt avec les races traditionnelles, chacune étant adaptée à sa région d’origine. Désormais, les races les plus productives doivent être utilisées par tous. La prim'Holstein et la charolaise gagnent toutes les campagnes. La spécialisation des productions conduit d’ailleurs a un large remaniement du cheptel bovin. Autrefois utilisés pour le lait, la viande et le travail conjointement, on différencie petit à petit des élevages laitiers des élevages allaitants. Les premiers, largement dominants au lendemain de la guerre, voient leurs effectifs diminuer, mais leur productivité augmenter, tandis que les élevages allaitants se développent rapidement. Il y avait encore 8 vaches laitières pour deux vaches allaitantes dans les années 1960, tandis que les cheptels sont parfaitement équilibrés à l’heure actuelle.
Par ailleurs, le développement de l’utilisation des engrais rend les cultures possibles sans l’apport des fertilisants d’origine animale, après que la mécanisation a libéré les cultivateurs des animaux de trait. De larges bassins de production propices à la culture se sont donc spécialisés dans cette production, notamment dans le Centre et le Nord du pays. D’un autre côté, l’apparition de l’élevage hors-sol, où l’ensemble des approvisionnements viennent de l’extérieur, permet de se passer de cultures sur le siège de l’exploitation. Ce système s’impose dans les productions porcines et avicoles, ainsi que dans les ateliers de veaux de boucherie et de jeunes bovins. Ils représentent 70 % de la production de viande et 80 % de la production d’œufs en 1994. Ces systèmes se caractérisent par leur caractère industriel (lourds investissements, mécanisation très poussée, haute technicité), par les précautions sanitaires qu’ils génèrent et par leur possibilité de s’installer n’importe où, quelles que soient les terres disponibles. On observe donc à cette période une rupture claire entre l’élevage et la culture. Ces activités, autrefois indissociables l’une de l’autre (les animaux fertilisaient les cultures et celles-ci permettaient de les nourrir), sont désormais réalisées dans des exploitations différentes, voire des bassins de production différents.
Les bassins de production prennent des voies différentes, suivant les opportunités que leur offre leur milieu. On observe une spécialisation de ces bassins et une concentration des productions dans chacun d’entre eux. Ainsi, les plaines du Nord et du Centre, régions céréalières par excellence, ont vu leur élevage décliner tout au long du siècle. Autrefois grandes productrices de moutons, qui apportaient la fertilisation indispensable aux cultures, et de lait, elles ont abandonné petit à petit l’élevage. À l’inverse, certaines régions se spécialisent dans l’élevage. Le cas de la Bretagne est particulièrement criant. Cette région va devenir le principal centre de production animale en France. Elle va tout d’abord s’appuyer sur ses bocages et son climat particulièrement favorable à la pousse de l’herbe pour se spécialiser dans l’élevage. Les bovins y sont très présents, autant en allaitant qu’en laitier. La forte concentration de la population rurale, la volonté de nombreux jeunes de rester au pays et le bon dynamisme général de la population a par ailleurs conduit a une intensification de la production pour permettre au maximum d’agriculteurs de rester. Cela va notamment passer par l’élevage hors-sol qui ne nécessite pas de surfaces supplémentaires pour être mis en place. La région Bretagne représente à elle seule 49 % de la production de dinde, 34 % du poulet de chair, 63 % de la production de porcs, 20 % du lait, 23 % du beurre, 35 % des poudres de lait et 47 % de l’emmental français, et est donc de très loin la première région d’élevage en France. Cette concentration des productions a par ailleurs attiré les entreprises agroalimentaires qui sont également très présentes dans la région, donnant à l’élevage une très bonne dynamique. La seconde zone d’élevage français est constituée par l’Est de la France et les zones de moyenne montagne (notamment le Massif central) où on pratique un élevage plus extensif, et orienté principalement vers les bovins et les ovins. Dans les zones de haute montagne et dans le sud-est, l’élevage a de plus en plus un rôle d’entretien de l’espace plutôt que de production proprement dite.
On observe donc un changement dans le fonctionnement de l’agriculture. Autrefois, chaque région était autonome, et produisait un peu de tout, avec des races, des variétés et des savoir-faire adaptés aux contraintes du milieu grâce à un long passé agricole. L’agriculture du XXe siècle a balayé ces productions pour installer à travers la France des productions standardisées, avec des races très productives et des conduites d’élevage indépendantes du milieu, transformant l’agriculture de terroir de nos aïeux en une agriculture de bassin, où les produits sont en tous points similaires sur de vastes zones géographiques.

##### Évolution des productions

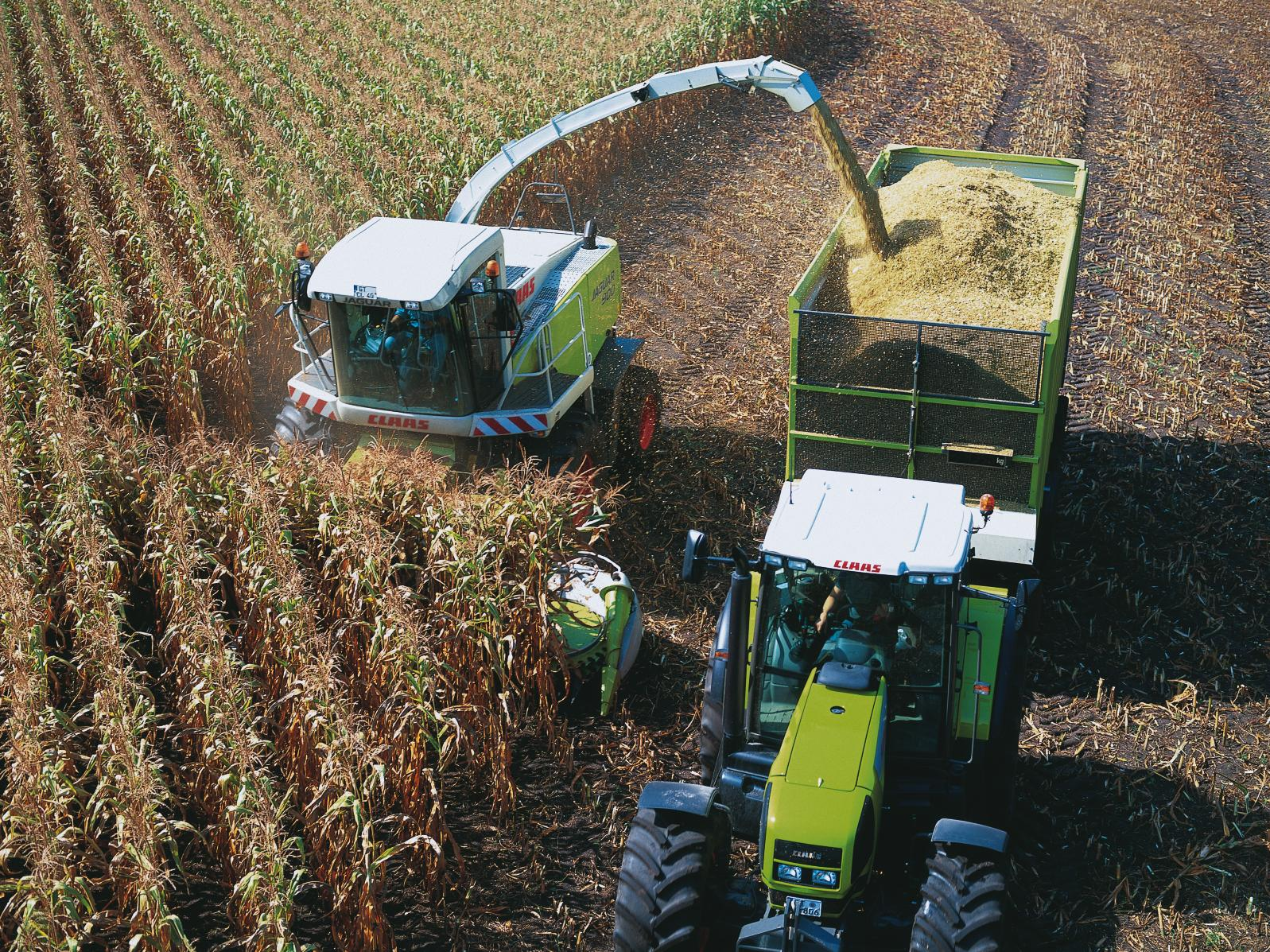
L'arrivée de cultures comme le maïs a permis d'accroître fortement la production fourragère.

Globalement, on observe une forte augmentation des productions au cours de cette période. Cela passe par une amélioration de très nombreux facteurs. Par exemple, les poulets sont engraissés en moins de temps qu’avant, ont un indice de consommation moindre et la mortalité a fortement décru. Elle s’appuie également sur une révolution fourragère qui débute en 1950 et se caractérise par une multiplication des prairies temporaires plus productives que les prairies permanentes gérées sans fertilisation ni gestion adéquate, et par l’apparition de nouvelles cultures fourragères comme le maïs à partir des années 1960. Par exemple, la production de viande bovine passe de 836 000 tonnes en 1953 à plus de 1 500 000 tonnes en 1975, le nombre d’ovins passe de 7,5 millions de têtes à 13 millions entre 1950 et 1980 et la production laitière augmente dans la même période de 170 millions d’hectolitres à 312 millions d’hectolitres. En 1978, la France devient le second plus gros exportateur de produits agro-alimentaires au monde derrière les États-Unis, en grande partie grâce aux restitutions à l’exportation de l’Union européenne.
Si la plupart des productions ont largement augmenté durant cette période, les secteurs porcins et avicoles les premiers, d’autres ont été laissées de côté comme la production équine. La baisse de l’hippophagie a contribué à cantonner cette production aux activités de loisirs.

#### Changements sociaux dans les campagnes
Tous ces bouleversements qui touchent l’agriculture ne manquent pas de faire évoluer le fonctionnement des campagnes. La succession des exploitations est facilitée par le départ de plus en plus précoce des exploitants vers la retraite, après que celle-ci fut créée en 1952. L’indemnisation viagère de départ (IVD) qui encourage les vieux agriculteurs à cesser leur activité contribue également au renouvellement des exploitations dans les années 1960.
Les familles d’exploitants sont lentes à rattraper les conditions de vie des villes. Peu de logements disposent de l’eau potable dans les années 1950, et ce n’est que très progressivement que les agriculteurs vont disposer de W-C intérieurs, de salles d’eau. Les enfants d’exploitants sont peu nombreux à faire des études supérieures et la femme demeure bien souvent au foyer dans les années 1950 et 1960. Mais cela va évoluer au cours du temps, et de plus en plus de femmes d’exploitants travaillent à l’extérieur.

### Le modèle productiviste fortement touché

#### Saturation des marchés et mondialisation

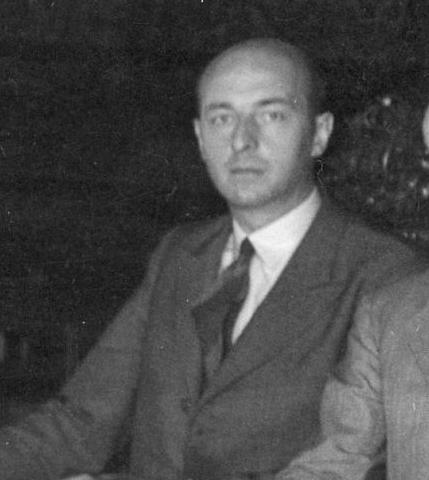
Sicco Mansholt fut un des premiers à dénoncer les prix garantis.

Le système des prix garantis mis en œuvre par la PAC se montre très efficace pour augmenter la production française, mais génère aussi des excédents très importants du fait de la saturation des marchés, qui n’est pas répercutée sur les prix de vente puisque ceux-ci sont garantis par l’Europe. Dès 1968, Sicco Mansholt dénonce ces prix garantis et les charges qu’ils font peser sur la communauté européenne, mais la politique de soutien des prix n’est pas abolie pour autant. Les stocks de beurre atteignent 250 000 tonnes en 1976, puis 1 250 000 en 1984. À la même date, on compte dans les réserves européennes 7 à 9 millions de tonnes de céréales et 600 000 tonnes de viande.
D’autre part, les produits agricoles, longtemps restés en dehors des accords internationaux sur les échanges du GATT (General Agreement on Tariffs and Trade), vont faire leur entrée dans la mondialisation des échanges lors de les accords de Marrakech, qui met fin au Uruguay Round, cycle de négociations qui avait commencé en 1986. Dès lors, la politique agricole de l’Union européenne est conditionnée par les négociations de l’OMC (organisation mondiale du commerce) qui succède au GATT.

#### Critique de l’élevage

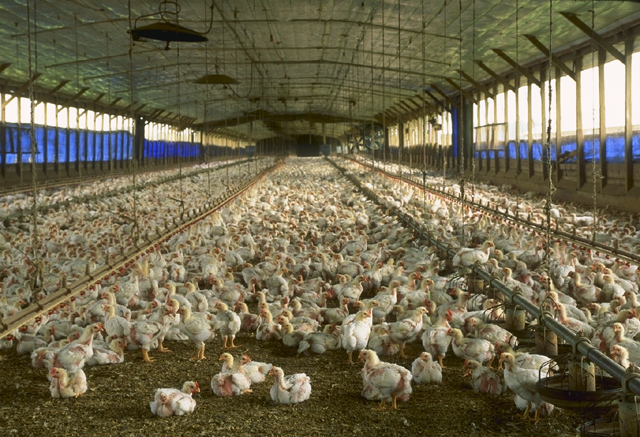
Les conditions d'élevage intensif de certains animaux comme les poulets sont l'objet de nombreuses critiques.

L’élevage fait également de plus en plus l’objet de critiques. C’est notamment la standardisation des produits qui est critiquée. Ceux-ci ont totalement perdu leur authenticité et les caractéristiques que les consommateurs leur connaissaient autrefois. S’ajoutent les problèmes d’ordre sanitaire. Dans les années 1980, c’est tout d’abord l’utilisation d’hormones qui est visée. Les crises alimentaires qui se succèdent dans les années 1990 (poulet à la dioxine, crise de la vache folle…) corroborent tout le mal que l’on dit de l’agriculture intensive.
L’environnement aussi est manifestement touché par l’évolution de notre agriculture. Les régions céréalières ont vu disparaître les haies pour exposer aux visiteurs des plaines céréalières à perte de vue. Les régions les moins favorisées de montagne ou moyenne montagne s’enfrichent quant à elles progressivement, ne pouvant lutter avec la productivité des plaines. L’utilisation abusive des engrais et pesticides montre ses limites, polluant les cours d’eau et entraînant une baisse de la biodiversité. La Bretagne, exemple en termes d’intensification de l’élevage, fait l’objet des plus violentes critiques avec ses élevages hors-sols qui deviennent rapidement synonymes de mauvaises odeurs pour le voisinage, de non-respect du bien-être animal du fait de la forte concentration des animaux et de pollution des rivières par les nitrates.
Le débat sur le bien-être animal fait alors son apparition dans le monde agricole. L’opinion publique se montre choquée par les nouveaux systèmes de production et la manière dont sont traités les animaux. Poulets enfermés dans des poulaillers à très forte densité, poules ébéquées et veaux de batterie sont particulièrement pointés du doigt. Ces nouvelles préoccupations sont petit à petit intégrées à la législation, qui interdit les truies à l’attache et les veaux en cases individuelles, ce à quoi les éleveurs doivent rapidement s’adapter .

#### Retour aux produits de terroir

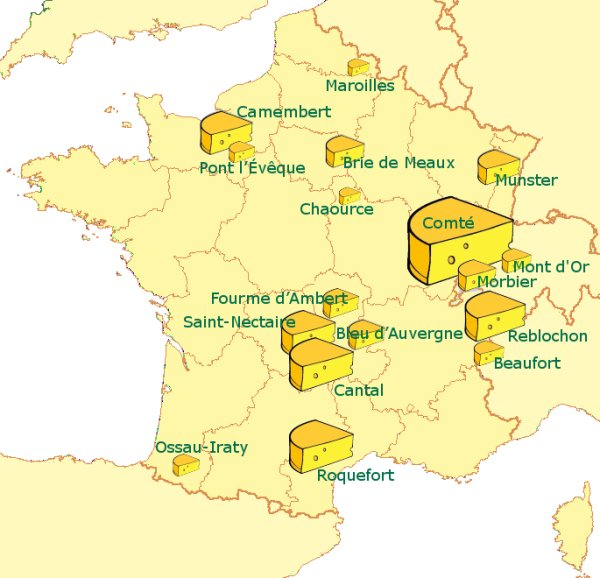
Carte des principales AOC fromagères françaises.

Les anciens savoir-faire demeurent dans les campagnes, bien que mis à mal par l’ « agriculture rationnelle ». Ils sont désormais considérés comme appartenant au patrimoine de nos campagnes, et revivent à travers les divers produits de terroirs, spécifiques à chaque région. Ceux-ci sont valorisés grâce aux démarches Appellation d'origine contrôlée (AOC) (surtout utilisé pour les vins auparavant) et label rouge par exemple. Le label rouge est créé dès 1960, et se justifie par une meilleure qualité du produit labellisé. Il est surtout employé pour les volailles, pour lesquelles les animaux élevés en batterie montrent rapidement leurs limites du point de vue gustatif. Diverses races animales qui avaient manqué disparaître du temps de l’uniformisation des pratiques sont protégées par des programmes de sauvegarde à compter des années 1980, car elles constituent elle aussi un patrimoine à conserver.
L’agriculture biologique apparaît également comme un refus des déboires de l’agriculture productiviste. Apparue en France dans les années 1950 après des débuts en Allemagne, sa reconnaissance par le grand public ne date que des années 1980 et 1990, avec la montée des idées écologiques. Elle connaît depuis un développement continu.

#### Virage amorcé par les politiques agricoles

##### Démarches nationales
Pour travailler sur la qualité des produits est créée l’Agence française de sécurité sanitaire des aliments (Afssa) chargée de veiller sur la qualité sanitaires des aliments et donc de protéger le consommateur.
La recherche, principalement à travers l’INRA, s’adapte également aux demandes sociétales et aux évolutions de l’élevage : les travaux sur le comportement animal permettent de mieux appréhender la notion de bien-être animal, on connaît de mieux en mieux les causes de pollution liées à l’élevage et les moyens de les maîtriser.
La loi d'orientation agricole de 1999 fait la part belle aux mesures agro-environnementales qu’elle soutient à travers des contrats liant un agriculteur à l’État pour 5 ans : les contrats territoriaux d’exploitation (CTE), devenus contrats d’agriculture durable (CAD) en 2003.

##### Réformes de la PAC
La PAC stoppe les prix garantis en 1984, pour les remplacer par de nouvelles mesures. Parmi celles-ci, on compte notamment les quotas laitiers, dont le but et de limiter la production afin de contrôler le prix. Les effets sont rapides puisqu’en 1989 il n’y a quasiment plus de stocks de produits laitiers.
Petit à petit, la PAC soutient de moins en moins directement la production pour satisfaire aux négociations internationales sur les échanges. Ainsi, dès la réforme Mac Sharry de 1992 les aides ne sont plus directement liées au prix du marché, mais à la production à travers la Prime au maintien du troupeau de vaches allaitantes (PMTVA) (dont le montant est limité par des droits à prime) par exemple. On passe donc d’un soutien des prix à un soutien des salaires, moins bien vécu par les agriculteurs qui deviennent « assistés » par l’État quand ils avaient auparavant la sensation de vivre pleinement de leur travail. C’est à l’occasion de cette même réforme qu’apparaissent les mesures agro-environnementales, dont la plus connue est la Prime herbagère agri-environnementale qui soutient les élevages extensifs. Tandis qu’apparaît la notion d’agriculture durable dans le rapport Brundtland, les mesures visant à préserver l’environnement se multiplient. Ainsi, le Programme de maîtrise des pollutions d'origine agricole lancé en 1993 permet l’adaptation des élevages aux réglementations de gestion des effluents. La jachère rendue obligatoire sur une partie des terres est une mesure phare pour limiter la production.
Un nouveau palier est franchi en 2003 avec l’accord de Luxembourg qui, en parallèle de la création des droits à paiement uniques (DPU), met en place la notion d’écoconditionnalité des aides. Cette conditionnalité comprend des mesures fortes comme la tenue d’un plan de fumure, la bonne tenue de l’identification des animaux ou diverses mesures visant le respect du bien-être animal (interdiction des cases individuelles pour le veau de lait en 2006,…).

## Situation actuelle
Le progrès technique agricole a su en partie se réorienter pour satisfaire la demande sociétale. Ainsi, de plus en plus d’études sont réalisées sur le comportement animal pour mieux appréhender la notion de bien-être animal. De même, les rejets azotés ou de méthane sont de mieux en mieux connus afin de pouvoir maîtriser l’impact des animaux d’élevage sur l’environnement.
Par ailleurs, la révolution génomique qui a lieu en ce moment offre de larges perspectives pour la sélection des animaux d’élevage, qui va s’en trouver fortement facilitée. Avec tous les progrès réalisés dans le domaine de la génétique, notamment le clonage ou les organismes génétiquement modifiés (OGM), le progrès technique agricole se retrouve encore une fois confronté à la critique, à travers la bioéthique notamment.
Alors que la PAC permettait autrefois de garantir aux éleveurs un prix fixe, le marché actuel est des plus instable. Le porc est la première production à avoir été touché par cela, avec le désormais célèbre cycle du porc, durant lequel le prix sur le marché fluctue énormément. Les producteurs doivent passer les années difficiles, de plus en plus nombreuses. Ce phénomène a récemment fait son apparition dans le secteur du lait, qui ne sera plus longtemps protégé par les quotas et devra faire face à des prix fluctuants d’une année sur l’autre, pouvant parfois descendre très bas.
Les prix sont bien souvent tirés vers le bas par des pays de plus en plus exportateurs intéressés par le marché européen. C’est notamment le cas de l’Amérique du Sud pour la viande bovine, de l’Australie et la Nouvelle-Zélande pour la viande ovine, de l’Allemagne pour le porc. Les éleveurs de moutons allaitants ont connu plus précocement que les autres les lois de la concurrence, après que l’affaire du Rainbow Warrior ait conduit à l’ouverture des frontières françaises à la viande venue de Nouvelle-Zélande. Cette viande très bon marché a entraîné un net recul de cette production qui avait connu un petit renouveau entre 1950 et 1980.
En plus des variations de prix, les producteurs doivent faire face au coût de la matière première lui aussi très variable, notamment du fait des spéculations pratiquées par les cultivateurs de céréales, et de l’augmentation des prix de l’énergie de manière générale. L’énergie devient d’ailleurs un enjeu essentiel dans l’agriculture moderne. Elle pèse de plus en plus dans les coûts de production du fait de l’augmentation de son prix. Les agriculteurs doivent donc revoir à la baisse leur consommation d’engrais azotés et de carburant, à travers de nouvelles pratiques (semis direct ou plus grande proportion de légumineuses dans les prairies par exemple).
L’élevage français semble avoir pris un virage important au cours du siècle passé. De nombreuses critiques persistent à son encontre, et il est impliqué parmi les causes de dégradation de notre environnement. Mais dans le futur, il sera vraisemblablement amené à être tiraillé entre une demande sociétale de plus en plus forte de préservation de l’environnement, et une demande en produits sains qui pourrait augmenter avec la croissance de la population mondiale.